# Lusingania
Lusingania là một chi bọ cánh cứng trong họ Chrysomelidae.
Chi này được miêu tả khoa học năm 1919 bởi Laboissiere.

## Các loài
Các loài trong chi này gồm:
- Lusingania flava Laboissiere, 1929
- Lusingania granulipennis Laboissiere, 1939
- Lusingania nigrocincta (Laboissiere, 1919)